# Amagermotorvejen
Autostrada M3 (duń. Amagermotorvejen) - autostrada biegnąca ze wschodu na zachód stanowiąc część południowej obwodnicy Kopenhagi od autostrady M3 do węzła Avedøre gdzie krzyżuje się z autostradą M10 i autostradą Motorring 3.
Autostrada oznakowana jest jako E20.

## Odcinki międzynarodowe
Droga na całej długości jest częścią trasy europejskiej E20.